# Atletica leggera ai Giochi della XI Olimpiade - Salto in lungo

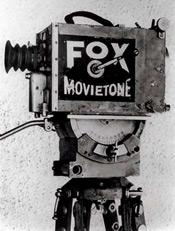
Video della Finale (durata: 1'56")

La competizione del salto in lungo maschile di atletica leggera ai Giochi della XI Olimpiade si è disputata il giorno 4 agosto 1936 allo Stadio Olimpico di Berlino.

## L'eccellenza mondiale
| Primatista europeo       | 7,82 (11 luglio) | Ludwig Long | Presente |
| Primatista mondiale      | 8,13 1935        | Jesse Owens | Presente |
| Primatista stagionale    | 8,00             | Jesse Owens | Presente |
| Vincitore dei Trials USA | 7,89             | Jesse Owens | Presente |

1. ↑  Fino al 1º agosto.

Manca per infortunio il grande rivale di Owens, Eulace Peacock, secondo uomo al mondo a saltare 8 metri nel 1935.

## Risultati

### Turno eliminatorio
Qualificazione7,15 m
Sedici atleti ottengono la misura richiesta.

Owens, primatista mondiale con 8,13, si qualifica solo al terzo salto, dopo due nulli ai primi due tentativi. Il suo unico salto valido è la migliore prestazione del turno di qualificazione: 7,64 m.
| Atleta              | Nazione            | Misura |
| ------------------- | ------------------ | ------ |
| Claude Heim         | Francia            | 7,10   |
| André Prébolin      | Francia            | 7,07   |
| Willy Rasmussen     | Danimarca          | 6,92   |
| Bondoc Ionescu-Crum | Romania            |        |
| Carlos de la Guerra | Perù               |        |
| Edward Boyce        | Gran Bretagna      |        |
| Émile Binet         | Belgio             |        |
| François Mersch     | Lussemburgo        |        |
| George Traynor      | Gran Bretagna      |        |
| Grigorios Lambrakis | Grecia             |        |
| Chia Gwechang       | Repubblica di Cina |        |
| Henrik Koltai       | Ungheria           |        |
| Ivo Buratović       | Jugoslavia         |        |
| Jiří Hoffmann       | Cecoslovacchia     |        |
| Max Berendson       | Perù               |        |
| Marten Klasema      | Paesi Bassi        |        |
| Martti Tolamo       | Finlandia          |        |
| Masao Harada        | Giappone           |        |
| Mohammad Khan       | Afghanistan        |        |
| Niño Ramírez        | Filippine          |        |
| Onni Rajasaari      | Finlandia          |        |
| Pascual Gutiérrez   | Messico            |        |
| Rudolf Polame       | Cecoslovacchia     |        |
| Ruudi Toomsalu      | Estonia            | 7,00   |
| Hoh Chunde          | Repubblica di Cina |        |
| Situ Guong          | Repubblica di Cina |        |
| Jean Studer         | Svizzera           |        |

### Finale
La gara è un duello tra Owens e il tedesco Long. Owens salta 7,87 alla seconda prova. Al quinto salto Long lo eguaglia. Owens risponde subito con 7,94 e all'ultima prova sfonda il muro degli 8 metri. La medaglia d'oro è sua. Giunge quarto il Campione Europeo Leichumn.
Tutti i salti sono stati condizionati da un vento di 3,5 metri che ha spirato a favore.

Il secondo classificato, Carl Ludwig Long, morirà prematuramente durante la seconda guerra mondiale sul fronte italiano, nella battaglia per la conquista dell'aeroporto di San Pietro a Biscari (oggi Acate, in provincia di Ragusa).
| Pos.    | Atleta             | Età | Nazione        | Misura | Salti di finale | Salti di finale | Salti di finale | Salti di finale | Salti di finale | Salti di finale |
| Pos.    | Atleta             | Età | Nazione        | Misura | 1°              | 2°              | 3°              | 4°              | 5°              | 6°              |
| ------- | ------------------ | --- | -------------- | ------ | --------------- | --------------- | --------------- | --------------- | --------------- | --------------- |
| Oro     | Jesse Owens        | 22  | Stati Uniti    | 8,06   | 7,74            | 7,87            | 7,75            | N               | 7,94            | 8,06            |
| Argento | Carl Ludwig Long   | 23  | Germania       | 7,87   | 7,54            | 7,74            | 7,84            | 7,73            | 7,87            | N               |
| Bronzo  | Naoto Tajima       | 23  | Giappone       | 7,74   | 7,65            | N               | 7,74            | 7,52            | 7,60            | N               |
| 4       | Arturo Maffei      | 26  | Italia         | 7,73   | 7,50            | 7,47            | 7,73            | 7,22            | 7,42            | 7,39            |
| 4       | Wilhelm Leichum    | 25  | Germania       | 7,73   | N               | N               | 7,52            | 7,38            | 7,25            | 7,73            |
| 6       | Bob Clark          | 23  | Stati Uniti    | 7,67   | N               | 7,60            | 7,54            | 7,60            | 7,67            | 7,57            |
| 7       | John Brooks        | 26  | Stati Uniti    | 7,41   | 7,34            | 7,41            | 7,19            |                 |                 |                 |
| 8       | Robert Paul        | 26  | Francia        | 7,34   | 7,34            | 6,93            | 7,08            |                 |                 |                 |
| 9       | Arthur Bäumle      | 29  | Germania       | 7,32   | 7,32            | 7,21            | 7,13            |                 |                 |                 |
| 10      | Åke Stenqvist      | 22  | Svezia         | 7,30   | 7,30            | 7,13            | 6,68            |                 |                 |                 |
| 10      | Otto Berg          | 29  | Norvegia       | 7,30   | 7,30            | N               | 6,95            |                 |                 |                 |
| 12      | Gianni Caldana     | 22  | Italia         | 7,26   | 7,26            | 7,16            | 7,26            |                 |                 |                 |
| 13      | Josef Vosolsobě    | 31  | Cecoslovacchia | 7,18   | N               | 7,03            | 7,18            |                 |                 |                 |
| 14      | Sam Richardson     | 18  | Canada         | 7,13   | 7,13            | N               | N               |                 |                 |                 |
| 15      | Márcio de Oliveira | 23  | Brasile        | 7,05   | N               | 6,81            | 7,05            |                 |                 |                 |
| 16      | Kenshi Togami      | 24  | Giappone       | 6,18   | 6,18            | N               | N               |                 |                 |                 |